# إلبيديوس

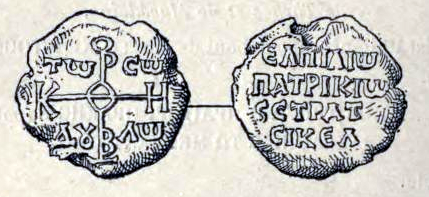
خاتم إلبيديوس

 إلبيديوس  ( باليونانية :Ἐλπίδιος ) أرستقراطي بيزنطي وحاكم لصقلية، حيث اتُهم بالتآمر ضد الإمبراطورة أيرين في أثينا والتي كان حكمها من 780 إلى 802.  انشق إلى الخلافة العباسية وكان معروفًا هناك كإمبراطور بيزنطي.